# Đỗ Hồng Quân
Đỗ Hồng Quân (sinh ngày 1 tháng 8 năm 1956) là một nhạc sĩ, phó giáo sư, tiến sĩ khoa học, diễn viên người Việt Nam. Ông hiện là Chủ tịch Ủy ban Liên hiệp các hội Văn học nghệ thuật Việt Nam, nguyên Chủ tịch Hội nhạc sĩ Việt Nam, nguyên là Quyền Trưởng phòng Nghệ thuật Nhà hát Nhạc Vũ Kịch Việt Nam, Phó Giám đốc Nhà hát Tuổi Trẻ, Phó Chủ nhiệm Khoa Lý luận – Sáng tác – Chỉ huy Nhạc viện Hà Nội, Ủy viên Ban Chấp hành Hội Nhạc sĩ Việt Nam khóa V, Phó Tổng Thư ký Hội Nhạc sĩ Việt Nam khóa VI, Trưởng ban Biên tập Âm nhạc Đài Tiếng nói Việt Nam, Đại biểu Quốc hội khóa XI. Ông còn là hội viên Hội Điện ảnh, Hội Nhà báo, Phó Chủ tịch Hội Hữu nghị Việt Nam – Campuchia. Chủ tịch Hội Nhạc sĩ Việt Nam khóa VII. 
Hiện nay Đỗ Hồng Quân là Bí thư Đảng đoàn, Chủ tịch Ủy ban Toàn quốc Liên hiệp các Hội Văn học Nghệ thuật Việt Nam.

## Xuất thân và giáo dục
Đỗ Hồng Quân sinh ngày 1 tháng 8 năm 1956 tại Hà Nội. Quê nội ở Thái Học, Bình Giang, Hải Dương. Ông là con trai nhạc sĩ Đỗ Nhuận. Từ nhỏ đã được học nhạc do thân phụ truyền dạy. Từ năm 8 tuổi, dưới sự hướng dẫn của nhà sư phạm âm nhạc Thái Thị Liên, ông học piano. Tốt nghiệp Trung cấp Piano và Sáng tác, ông lại tiếp tục học hệ Đại học tại Nhạc viện Moskva dưới sự hướng dẫn của Giáo sư A. Leman từ năm 1976 đến năm 1981. Ông tốt nghiệp bằng đỏ với bản Concerto cho violon và dàn nhạc giao hưởng. Là một trong không nhiều nhạc sĩ Việt Nam được đề nghị chuyển thẳng lên hệ nghiên cứu sinh (1982-1985). Trong thời gian này, ông đã hoàn thành chương trình nghiên cứu sinh là bậc học cao nhất về chuyên ngành Sáng tác, đồng thời theo học lớp Chỉ huy Dàn nhạc Giao hưởng với Giáo sư L. Nikolaev.

## Sự nghiệp
Về nước năm 1986, Đỗ Hồng Quân tham gia giảng dạy môn Sáng tác, Phối khí tại Nhạc viện Hà Nội, liên tục hơn 25 năm cho đến nay, vừa sáng tác và dàn dựng chỉ huy nhiều chương trình hòa nhạc lớn. Ông đã từng tu nghiệp về Sáng tác và Chỉ huy tại Nhạc viện Paris (1990-1991). Trong nhiều năm qua, nhạc sĩ Đỗ Hồng Quân đã viết các tác phẩm khí nhạc, nhạc phim, nhạc sân khấu… Có thể kể tới: Rhapsodie Việt Nam, ballet Hồng hoang, nocturne Tiếng vọng, fantasy-symphonie Mở đất, Trio cho ba flỷte, Toccata cho piano, Concerto cho violon và dàn nhạc, Variations cho piano, Bốn bức tranh cho oboe, bộ gõ và piano, Tứ tấu đàn dây,Ngũ hành cho bộ gõ, và gần đây là Sắc xuân cho đàn bầu và dàn nhạc Giao hưởng dân tộc, Trổ Một cho Dàn nhạc Giao hưởng (2007), Dáng rồng lên (2010), Lời của Đá, Chiếc lá đầu tiên, Hoa Gạo, Gửi về sông Lục núi Huyền. Tác phẩm khí nhạc của ông đã được biểu diễn tại nhiều nước như: Pháp, Nga, Đức, Nhật, Thái Lan, Singapore, Uzơbeckistan, Latvia, được xuất bản tại Nga và Mỹ (2002).
Trong lĩnh vực thanh nhạc, Đỗ Hồng Quân là tác giả âm nhạc hai kịch hát mới: Câu chuyện tình (dựa theo tiểu thuyết Love Story, 1989) và Nàng Silami (1991) được dàn dựng tại Nhà hát Tuổi trẻ…, là tác giả của hàng chục ca khúc. Đã xuất bản Album-Audio tác giả Chiếc lá đầu tiên (1996). Ông là tác giả của ASEAN ca Việt Nam, Công đoàn ca, Tạm biệt SEAGAMES, Mái nhà trung màu xanh…
Tại Đại hội đại biểu toàn quốc Hội Nhạc sĩ Việt Nam tháng 7 năm 2010, ông được tái đắc cử Chủ tịch Hội Nhạc sĩ Việt Nam khóa VIII.

## Diễn viên
Đỗ Hồng Quân từng đóng phim Thằng Cuội.

## Giải thưởng
Đỗ Hồng Quân được tặng Giải thưởng Nhà nước về Văn học – Nghệ thuật năm 2012. 
Giải thưởng Hội Nhạc sĩ Việt Nam: 1993, 1994, 1995; 2008; nhiều lần đượcGiải thưởng Âm nhạc Liên hoan Phim toàn quốc; Giải Nhất cuộc thi sáng tác về Môi trường do Tổ chức UNEF (UNESCO) phát động (2001) với ca khúc Mái nhà chung màu xanh.

## Gia đình
Năm 1987, Đỗ Hồng Quân kết hôn với nữ diễn viên Việt Nam Chiều Xuân (sinh năm 1967, kém Đỗ Hồng Quân 11 tuổi). Khi kết hôn, Đỗ Hồng Quân vừa tốt nghiệp Nhạc viện Tchaikovsky (Nga) còn Chiều Xuân đang là sinh viên năm thứ hai lớp diễn viên điện ảnh. Hiện nay, Chiều Xuân đã được phong danh hiệu Nghệ sĩ ưu tú.
Đỗ Hồng Quân và Chiều Xuân có hai cô con gái tên là Đỗ Thị Hồng Mi (sinh năm 1987, tốt nghiệp Đại học Ngoại ngữ, có bằng thạc sĩ ở Pháp) và Đỗ Thị Hồng Khanh (sinh năm 2004). Hồng Mi làm kinh doanh, đã kết hôn và có một con trai, còn Hồng Khanh lại có thiên hướng về âm nhạc.